# Jeff Norton (natation)
Pour les articles homonymes, voir Jeff Norton.
Jeffrey R. Norton dit Jeff Norton, né en 1982, est un nageur sud-africain.

## Carrière
Aux Jeux africains de 2003 à Abuja, Jeff Norton est médaillé d'or du relais 4 x 200 mètres nage libre et médaillé d'argent du 200 mètres dos.